# Яценко Володимир Вікторович
Володи́мир Ві́кторович Яце́нко — український кінопродюсер.

## З життєпису
Володимир Яценко — співзасновник київського рекламного продакшену Limelite. У 2018 році випустив перший повнометражний фільм за романом Сергія Жадана «Ворошиловград» під назвою «Дике поле» режисера Ярослава Лодигіна, який представляв Україну на 22-му Талліннському міжнародному кінофестивалі. У межах структури Limelite Яценко спродюсував ще два повнометражні фільми: претендента на міжнародну премію «Оскар» від України «Додому» Нарімана Алієва(2019), який також було відібрано до конкурсної програми «Особливий погляд» 72-го Каннського міжнародному кінофестивалю і отримав Ґран-прі 10-го Одеського МКФ та «Атлантида» Валентина Васяновича, який вперше в історії українського кіно здобув перемогу на Венеційському кінофестивалі. Також Яценко спродюсував короткометражний фільм режисерки Анни Соболевської «Вічність». Віднедавна (2020) є представником України у Європейському фонді підтримки кіно Eurimages.
У 2017—2019 був головою Асоціації кіноіндустрії України.
Яценко став 49-им представником України серед членів Європейської кіноакадемії.
У травні 2020 спільно з Анною Соболевською створив окрему компанію Forefilms.

## Нагороди
- Орден «За мужність» III ступеня (2022) — за значні заслуги у зміцненні української державності, мужність і самовідданість, виявлені у захисті суверенітету та територіальної цілісності України, вагомий особистий внесок у розвиток різних сфер суспільного життя, відстоювання національних інтересів нашої держави, сумлінне виконання професійного обов'язку[6]